# Argyrogrammana pacsa
Argyrogrammana pacsa is een vlindersoort uit de familie van de prachtvlinders (Riodinidae), onderfamilie Riodininae.
Argyrogrammana pacsa werd in 1998 beschreven door Hall, J & Willmott.